# Ancín
Ancín é um município da Espanha
na província e comunidade autónoma de Navarra. Tem 9,48 km² de área e em 2021 tinha 330 habitantes (densidade: 34,8 hab./km²).

## Demografia
| Variação demográfica do município entre 1991 e 2004 | Variação demográfica do município entre 1991 e 2004 | Variação demográfica do município entre 1991 e 2004 | Variação demográfica do município entre 1991 e 2004 |
| --------------------------------------------------- | --------------------------------------------------- | --------------------------------------------------- | --------------------------------------------------- |
| 1991                                                | 1996                                                | 2001                                                | 2004                                                |
| 293                                                 | 276                                                 | 364                                                 | 393                                                 |